# Carles Soler i Perdigó
Monsenyor Carles Soler i Perdigó (Barcelona, 12 de setembre de 1932 - Girona, 9 de desembre de 2023) fou un eclesiàstic català, bisbe de Girona entre el 16 de desembre de 2001 i el 2008.

## Biografia
Va deixar a mitges els estudis de pèrit mercantil per entrar al seminari de Barcelona. El 1960 fou ordenat prevere al Col·legi Espanyol de Roma. Va estudiar al Seminari Conciliar de Barcelona on el 1961 es va llicenciar en teologia. Al Seminari Menor va ser professor del 1961 al 1963, vicerector fins al 1967 i rector fins al 1970. També va ser superior del Seminari Major del 1963 al 1964.
Després va marxar a Roma on es va llicenciar en dret canònic el 1972 a la Pontifícia Universitat Gregoriana. Retornat a Barcelona, va exercir diversos càrrecs dins de l'arquebisbat. Va ser secretari del Tribunal Eclesiàstic, Jutge diocesà, vicari judicial adjunt, consiliari de Dones d'Acció Catòlica, entre d'altres.
El 16 de juliol de 1991 fou consagrat bisbe titular de Pandosia i nomenat auxiliar de Barcelona. Com a bisbe auxiliar va desenvolupar diversos càrrecs en la Província Eclesiàstica Tarraconense i en la Conferència Episcopal Espanyola.
El 16 de desembre de 2001, amb la jubilació del bisbe Jaume Camprodon i Rovira, fou nomenat bisbe de Girona. Durant els set anys que va estar al càrrec va fer un decret d'agrupació de parròquies, va presentar el pla pastoral per al laïcat i va crear residències sacerdotals a Banyoles i Olot. Va instaurar el diaconat permanent i va crear el secretariat per al Diàleg Interreligiós.
El setembre del 2007, quan va complir els setanta-cinc anys i d'acord amb el dret canònic, va presentar la dimissió. El 16 de juliol del 2008 va ser nomenat Francesc Pardo i Artigas com a successor seu, i el 19 d'octubre del mateix 2008, amb la consagració episcopal de Francesc Pardo, Soler passà definitivament a bisbe emèrit de Girona.
Des de la jubilació va viure a la residència sacerdotal de Banyoles. Durant aquests anys va col·laborar amb les parròquies de l'arxiprestat de Banyoles. La seva missa exequial es va celebrar a la Catedral de Girona.